# Paracilicaea septemdentata
Paracilicaea septemdentata is een pissebed uit de familie Sphaeromatidae. De wetenschappelijke naam van de soort is voor het eerst geldig gepubliceerd in 1910 door John Gilbert Baker.